# Dignomus klapperichi
Dignomus klapperichi is een keversoort uit de familie klopkevers (Ptinidae). De wetenschappelijke naam van de soort werd in 1956 gepubliceerd door Maurice Pic.